# Megalasma minus
Megalasma minus är en kräftdjursart som beskrevs av Annandale 1906. Megalasma minus ingår i släktet Megalasma och familjen Poecilasmatidae. Inga underarter finns listade i Catalogue of Life.